# Tournoi qualificatif de l'OFC des moins de 17 ans 1997
Navigation
Vanuatu 1995 Fidji 1999
Le tournoi qualificatif de l'OFC de football des moins de 17 ans 1997 est la septième édition du tournoi qualificatif de l'OFC des moins de 17 ans qui a eu lieu en Nouvelle-Zélande du 14 au 25 avril 1997. L'équipe d'Australie, championne d'Océanie depuis 1983 remet son titre en jeu. Le vainqueur du tournoi se qualifie directement pour la Coupe du monde des moins de 17 ans, qui aura lieu en Égypte, durant l'été 1997. 
L'Australie perd son titre, gardé depuis 14 ans et 6 éditions, en finale face au pays organisateur, la Nouvelle-Zélande, qui obtient sa première qualification pour une Coupe du monde. L'équipe des Îles Cook participe pour la première fois à la compétition.

## Équipes participantes
- Nouvelle-Zélande - Organisateur
- Australie - Tenante du titre
- Îles Salomon
- Fidji
- Tahiti
- Samoa occidentales
- Vanuatu
- Îles Cook

## Résultats
Les 8 équipes participantes sont réparties en 2 poules. Au sein de la poule, chaque équipe rencontre ses adversaires une fois. À l'issue des rencontres, les 2 premiers de chaque poule se qualifient pour la phase finale de la compétition, disputée en demi-finales et finale. 

### Groupe A
|   | Équipe    | Pts | J | G | N | P | BP | BC | Diff |
| - | --------- | --- | - | - | - | - | -- | -- | ---- |
| 1 | Australie | 9   | 3 | 3 | 0 | 0 | 26 | 0  | +26  |
| 2 | Fidji     | 6   | 3 | 2 | 0 | 1 | 5  | 6  | -1   |
| 3 | Tahiti    | 3   | 3 | 1 | 0 | 2 | 10 | 9  | +1   |
| 4 | Îles Cook | 0   | 3 | 0 | 0 | 3 | 0  | 26 | -26  |

| 15 avril 1997 | Australie | 14 | 0 | Îles Cook |
|               | Fidji     | 2  | 1 | Tahiti    |
| 17 avril 1977 | Australie | 7  | 0 | Tahiti    |
|               | Fidji     | 3  | 0 | Îles Cook |
| 19 avril 1977 | Australie | 5  | 0 | Fidji     |
|               | Tahiti    | 9  | 0 | Îles Cook |

### Groupe B
|   | Équipe             | Pts | J | G | N | P | BP | BC | Diff |
| - | ------------------ | --- | - | - | - | - | -- | -- | ---- |
| 1 | Nouvelle-Zélande   | 9   | 3 | 3 | 0 | 0 | 12 | 1  | +11  |
| 2 | Îles Salomon       | 6   | 3 | 2 | 0 | 1 | 6  | 3  | +3   |
| 3 | Vanuatu            | 3   | 3 | 1 | 0 | 2 | 7  | 10 | -3   |
| 4 | Samoa occidentales | 0   | 3 | 0 | 0 | 3 | 0  | 11 | -11  |

| 14 avril 1997 | Nouvelle-Zélande | 8 | 1 | Vanuatu            |
|               | Îles Salomon     | 4 | 0 | Samoa occidentales |
| 16 avril 1977 | Nouvelle-Zélande | 3 | 0 | Îles Salomon       |
|               | Vanuatu          | 6 | 0 | Samoa occidentales |
| 18 avril 1977 | Nouvelle-Zélande | 1 | 0 | Samoa occidentales |
|               | Îles Salomon     | 2 | 0 | Vanuatu            |

### Demi-finales
| 22 avril 1997 | Nouvelle-Zélande | 2 - 0 | Fidji |  |  |
|               |                  |       |       |  |  |

| 22 avril 1997 | Australie | 4 - 0 | Îles Salomon |  |  |
|               |           |       |              |  |  |

### Match pour la3eplace
| 24 avril 1997 | Îles Salomon | 3 - 0 | Fidji |  |  |
|               |              |       |       |  |  |

### Finale
| 24 avril 1997 | Nouvelle-Zélande | 1 - 0 | Australie |  |  |
|               |                  |       |           |  |  |

- La Nouvelle-Zélande se qualifie pour la Coupe du monde des moins de 17 ans 1997.

## Sources et liens externes
- (en) Feuilles de matchs et infos sur RSSSF